# Richard Archibald
Richard Archibald (ur. 18 stycznia 1978 r. w Londonderry) – irlandzki wioślarz, reprezentant Irlandii w wioślarskiej czwórce bez sternika wagi lekkiej podczas Letnich Igrzysk Olimpijskich w Pekinie.

## Osiągnięcia
- Igrzyska Olimpijskie – Ateny 2004 – czwórka bez sternika wagi lekkiej – 6. miejsce[1].
- Mistrzostwa Świata – Gifu 2005 – czwórka bez sternika wagi lekkiej – 2. miejsce[1].
- Mistrzostwa Świata – Eton 2006 – czwórka bez sternika wagi lekkiej – 3. miejsce[1].
- Mistrzostwa Świata – Monachium 2007 – czwórka bez sternika wagi lekkiej – 12. miejsce[1].
- Igrzyska Olimpijskie – Pekin 2008 – czwórka bez sternika wagi lekkiej – 4. miejsce (półfinał)[1].